# Tenna Kraft
Hortensia "Tenna" Kristine Sofie Erogine Kraft, født Frederiksen (16. maj 1885 i København – 16. marts 1954 sammesteds) var en dansk operasanger (sopran).
Hun debuterede i 1906 som Elsa i Lohengrin under navnet Tenna Frederiksen. Som den førende lyrisk-dramatiske sopran på Det kongelige Teater sang hun Marguerite i Faust, Desdemona i Otello, Fru Ingeborg i Drot og Marsk. Særlig kendt blev hun for titelrollen i Leonora Christina af Siegfried Salomon (1885-1962) med sangen Der er tre hjørnestene. Efter afskedsforestillingen i 1939 blev hun fejret ved en fest med 200 gæster på Hotel d'Angleterre med deltagelse af bl.a. statsministeren, Thorvald Stauning. Hun blev i 1927 gift med direktør for Det danske Petroleumsselskab Frederik W. Kraft (1879 – 1962). Privat havde Tenna Kraft et nært venskab med skuespilleren Bodil Ipsen.
Tenna Kraft er begravet på Vedbæk Kirkegård.

## Hædersbevisninger
- 1914 Kongelig kammersanger
- 1922 Ingenio et arti
- 1932 Tagea Brandts Rejselegat